# NtEd
NtEd es un editor de partituras para Linux. Su autor es Jörg Anders, el autor original de NoteEdit.

## Propiedades
Algunas de las propiedades de NtEd son:
- WYSIWYG real, o sea, lo que ves en pantalla es exactamente lo que podrás imprimir.
- Hasta 4 voces por pentagrama.
- Hasta 5 líneas para letras.
- Grupos de valoración especial de 2 a 13 notas.
- Signos de repetición (con y sin alternativas).
- Segno, dal segno al Coda, dal segno al Fine (con una reproducción correcta).
- Notas de adorno.
- Ornamentos, staccato, tenuto, sforzando...
- Elementos dinámicos, decrescendo, crescendo (reguladores).
- Signos de respiración.
- Accelerando, ritardando.
- Calderón, arpeggio.
- Ligaduras, barras y plicas personalizables.
- Cambios contextuales (de tono, de clave, de compás).
- 8.ª, 8vb, 15ma, 15mb.
- Notación para percusión.
- Diagramas de acordes para guitarra / notación de acordes.
- Marcas de pedal para piano.
- Texto arbitrario (allegro molto con brio).
- Ocultación de silencios / posicionado vertical de silencios.
- Espaciado personalizable (global y por compás).
- Partitura escalable de forma continua.
- Instrumentos musicales configurables por pentagrama.
- Disposición de pentagramas (llaves, corchetes).
- Muting de pentagramas.
- Reproduce instrumentos transportados.
- Instrucciones de bloque.
- Extracción de partes.
- Transposición.
- Múltiples ventanas.
- Antialiasing.
- Permite introducir notas con un teclado MIDI.
- Exporta/importa MIDI.
- Exporta PostScript. PDF, PNG, SVG.
- Importa MusicXML.
- Importa NoteEdit.
- Uso de librerías mínimo (Cairo, Gtk, X11, ALSA).
- Instalación simple probada en muchos Linuxes,  i.e.:

```
 ./configure
 make
 make install
```

- Funciona en todos los Linuxes probados.
- GPL